# Gephyrina
Genre
Gephyrina est un genre d'araignées aranéomorphes de la famille des Philodromidae.

## Distribution
Les espèces de ce genre se rencontrent en Amérique du Sud et aux Antilles.

## Liste des espèces
Selon World Spider Catalog (version 18.0, 28/01/2017) :
- Gephyrina alba Simon, 1895
- Gephyrina albimarginata Mello-Leitão, 1929
- Gephyrina imbecilla Mello-Leitão, 1917
- Gephyrina insularis Simon, 1898
- Gephyrina nigropunctata Mello-Leitão, 1929

## Publication originale
- Simon, 1895 : Descriptions d'arachnides nouveaux de la famille des Thomisidae. Annales de la Société entomologique de Belgique, vol. 39, p. 432-443 (texte intégral).